# Melody Calling
Albums de The Vaccines
Come of Age
(2012)
Singles
1. Melody Calling
Sortie : juin 2013

Melody Calling est le premier maxi du groupe britannique de rock indépendant The Vaccines. Il est sorti le 11 août 2013 sous le label Columbia Records.

## Genèse
Près d'un an après la sortie de leur album Come of Age, The Vaccines dévoilent sur internet le 25 juin 2013 une nouvelle chanson, Melody Calling, enregistrée en mars aux Eldorado Recording Studios de Burbank en compagnie de quelques autres titres. Le groupe reste néanmoins évasif sur le rôle de cette chanson, affirmant par le biais de son chanteur Justin Young que « ces chansons sonnent comme un pont vers autre chose, alors je pense qu’elles se trouveront sur un maxi. Mais je suppose qu’il y a une chance qu’elles annoncent notre troisième album car je me sens très créatif en ce moment. Ces chansons sonnent différemment alors c’est excitant. Nous essayons beaucoup de nouvelles choses pour la toute première fois. ».
Cette nouvelle chanson préfigure alors un son plus épuré, éloigné du garage rock et du rock alternatif des deux premiers albums du groupe. Le groupe sort finalement un maxi appelé Melody Calling, publié le 11 août en format digital et en vinyle 12", sous le label Columbia Records, l'édition vinyle étant limitée à 1 500 exemplaires. En plus de la chanson Melody Calling, le maxi comprend deux nouvelles chansons, Do You Want A Man? et Everybody's Gonna Let You Down, et un remix de Do You Want A Man? par les producteurs John Hill et Rich Costey, avec qui le groupe n'avait jamais collaboré jusque-là.

## Fiche technique

### Liste des chansons
Toutes les chansons sont écrites et composées par The Vaccines.
| Melody Calling | Melody Calling                                         | Melody Calling | Melody Calling | Melody Calling | Melody Calling | Melody Calling | Melody Calling | Melody Calling | Melody Calling |
| No             | Titre                                                  | Durée          |                |                |                |                |                |                |                |
| -------------- | ------------------------------------------------------ | -------------- | -------------- | -------------- | -------------- | -------------- | -------------- | -------------- | -------------- |
| 1.             | Melody Calling                                         | 2:59           |                |                |                |                |                |                |                |
| 2.             | Do You Want A Man?                                     | 2:47           |                |                |                |                |                |                |                |
| 3.             | Everybody's Gonna Let You Down                         | 4:15           |                |                |                |                |                |                |                |
| 4.             | Do You Want A Man? (remix de John Hill et Rich Costey) | 2:26           |                |                |                |                |                |                |                |
| 12:27          |                                                        |                |                |                |                |                |                |                |                |